# برنو (ولاية)
برنو (بالإنجليزية: Borno)‏ والمعروفة أيضا باسم ولاية برنو (بالإنجليزية: Borno State)‏، هي ولاية في شمال شرق نيجيريا. عاصمتها مايدوغوري. الولاية تشكلت في عام 1976 من انقسام ولاية الشمال الشرقي. حتى عام 1991 كانت تضم على ما يعرف الآن بولاية «يوبي».

## نبذة
ولاية بورنو هي إحدى الولايات الست وثلاثين المكونة لنيجيريا في الركن الشمالي الشرقي. الإنجليزية هي اللغة الرسمية إلا أن الهوسا (المكتوبة بأبجدية عربية ولاتينية) تستخدم في جميع أنحاء الولاية. يسكنها عرق الكانوري ومنهم قبائل البرنو.

## قبيلة البرنو
تمتد قبيلة البرنو لتصل حتى أجزاء كبيرة من الدول العربية مثل السودان واليمن وفلسطين والجزائر وليبيا أما في السعودية فيقطن
عدد كبير من أبناء البرنو في منطقة الحجاز وبالتحديد في (مكة المكرمة والمدينة المنورة وجدة والطائف)
لدرجة أن الكثير منهم لا يجيدون لغة البرنو ويتحدثون اللغة العربية بحكم الهجرة للدول العربية وضعف التواصل بلغة البرنو.
كما ويوجد في ولاية برنو الكثير من القبائل العربية حتى وقتنا الحاضر، وما زالوا على عاداتهم وتقاليدهم العربية يعيشون حياة البادية ويعملون في الرعي وتربية الماشية والكثير من أبنائهم لا يجيدون التحدث سوى بلغتهم العربية فقط وهي أقرب ما تكون إلى الفصحى بوجود بعض المفردات العميقة التي لا توجد إلا في القواميس القديمة، وقد اندمج بعضهم في الحياة المدنية وعملوا في التجارة وفي الوظائف الحكومية ولمعرفة. تـعـريـف:
(البرنو) شأنها شأن الكثير من قبائل السودان التي ليست جذورها وأصولها من أفريقيا نزحت كغيرها إلى السودان وأواسط أفريقيا وغربها قبل القرن التاسع الميلادي من اليمن وأصلها من الأسرة السيفية وسميت بذلك لانتمائها إلى (سيف بن ذي يزن) ودخولها إلى أفريقيا عبر السودان حتى غرب بحيرة تشاد وهو آخر معقل لهم. ووجدوا شعوب هذه المنطقة فأطلقوا عليهم لقب (الكانوري) من هذه الفئة النازحة (البرنو والكانم) وهما من بطن واحدة استقرتا في هذه المنطقة. وذلك قبل فتح شمال أفريقيا بقليل. ولقد أفاد بذلك (اليعقوبي) في تاريخه حين تحدث عن مملكة (كانم-برنو).
-ن كثيراً من الروايات لبعض المؤرخين شاهد بين أيدينا و-قوال القدماء من قبيلة (البرنو وكانم) أنهم من أسرة واحدة الأسرة (السيفية الكانورية) من (بني حمير) من اليمن. نزحوا إلى أفريقيا في سنة 13ه‍ .

## مناطق الحكم المحلي
| منطقة مجلس الشيوخ برنو الوسط | المساحة كم2 | 1,666,541 |  | منطقة مجلس الشيوخ برنو الجنوب | المساحة كم2 | 1,245,962 |  | منطقة مجلس الشيوخ برنو الشمال | المساحة كم2 | 1,238,390 |
| ---------------------------- | ----------- | --------- |  | ----------------------------- | ----------- | --------- |  | ----------------------------- | ----------- | --------- |
| مايدوغوري                    | 137.36      | 540,016   |  | أسكيرا / أوبا                 | 2,431.83    | 143,313   |  | أبادام                        | 4,172.27    | 100,065   |
| نجالا                        | 1,519.82    | 236,498   |  | بايو                          | 985.78      | 79,078    |  | جوبيو                         | 2,575.09    | 151,286   |
| كالا / بالجي                 | 1,962.13    | 60,834    |  | بيو                           | 3,423.86    | 175,760   |  | غوزامالا                      | 2,631.44    | 95,991    |
| مافا                         | 2,976.99    | 103,600   |  | شيبوك                         | 1,392.00    | 66,333    |  | كاجا                          | 2,802.46    | 89,996    |
| كوندوغا                      | 6,065.89    | 157,322   |  | دامبوا                        | 6,426.18    | 233,200   |  | كوكاوا                        | 5,124.41    | 203,343   |
| محافظة باما                  | 5,158.87    | 270,119   |  | جوزا                          | 2,973.15    | 276,568   |  | ماجوميري                      | 5,057.61    | 140,257   |
| جيري                         | 900.72      | 209,107   |  | حول                           | 2,160.99    | 120,733   |  | مارتي                         | 3,280.02    | 129,409   |
| دكوا                         | 1,836.89    | 105,042   |  | كوايا كوسار                   | 754.69      | 56,704    |  | موبار                         | 3,280.02    | 116,633   |
|                              |             |           |  | شاني                          | 1,238.93    | 100,989   |  | مونجونو                       | 1,993.20    | 109,834   |
|                              |             |           |  |                               |             |           |  | نجانزاي                       | 2,572.35    | 99,074    |

## دولة البرنو في التراث العربي والأوربي
إهتم الجغرافيون والمؤرخون العرب بدولة البرنو وقام بعضهم بزيارتها وسجّلوا أخبارها في صفحات مشرفة حفظت لنا جزء من ذلك التاريخ ومن أهم هؤلاء المؤرخين العرب على سبيل المثال:
- اليعقوبي المتوفي عام (292 هجرية /904م) في كتاب البلدان..
- المسعودي المتوفي عام (346 هجرية /956م) في كتابه (مروج الذهب ومعادن الجوهر)..
- الإدريسي المتوفي عام (560 هجرية /1160م) في كتابه (نزهة المشتاق في اختراق الآفاق)..
- أبو الفداء المتوفي عام (732 هجرية /1332م) في كتابه المختصر في أخبار البشر
- العمري المتوفي عام (748 هجرية /1347م) في كتابه (مسالك الأبصار في ممالك الأمصار.
- ابن بطوط المتوفي عام (779 هجرية /1377م) في كتابه (تحفظة النظار في غرائب الأمصار وعجائب الأسفار).
- ابن خلدون المتوفي عام (808 هجرية / 1405م) في كتابه (العبر وديوان المبتدأ والخبر في تاريخ العرب والعجم والبربر ومن عاصرهم من ذوي السلطان الأكبر).
- القلقشندي المتوفي عام (821 هجرية /1418م)في كتابه (صبح الأعشى في صناعة الإنشاء).

المقريزي المتوفي عام (845 هجرية /1441م) في كتابه (المواعظ والاعتبار بذكر الخطط والآثار)
- الحسن الوازن المتوفي عام (947 هجرية/ 1540م) في كتابه (وصف أفريقيا).
- السلاوي المتوفي عام (1315هجرية /1898م) في كتابه (الاستقصال بدول المغرب الأقصى).

أما الأوربيون فقد بدأ اهتمامهم بالدول الأفريقية وخاصة دولة البرنو منذ القرون الوسطى وعندما تفجرت الثورة الصناعية الأوربية في العصر الحديث ازداد اهتمامهم بالقارة وتنوعن طرق الاتصال بها. وقد زار برنو عدد كبير من الرحالة الأوربيون في شكل وفود رسمية أو طرق دبلوماسية أو اتصالات تجارية أو رحلات استكشافية فسجّلوا ماضي هذه الدولة التاريخي والحضاري وما شاهدوه بأعينهم عن حاضرها قكتبوا عنها الكثير الذي يشكل ذخيرة تراثية مهمة لماضي هذه الدولة ومن أبرز الكتاب الأوروبيين الذين زاروا برنو وكتبوا عنها نذكر على سبيل المثال لا الحصر:
بعثة (دنهام) (وداني) (وكلابرتون) الذين زاروا العاصمة كوكة عام 1823م وكانوا في شكل وفد دبلوماسي فاستقبلهم الشيخ الأمين برنو سلطان برنو يومئذ، وسجّلوا عنها مشاهداتهم بشكل لا يخلو من الإعجاب عن أهل برنو وتاريخهم.
كما بعث ريتشاردسن رسالة بعثة كبرى تحت رعاية الجمعية الحغرافية البريطانية لكنها ووجهت بالكوارث فلم ينجُ من الموت من أفرادها سوى الدكتور (هنري بارث) الذي زار برنو عام 1850م ومكث فيها أكثر من ثلاث سنوات يجمع الوثائق التاريخية عن برنو ويسجل الروايات الشفهية، وكانت علاقته بسلطان برنو قوية مكّنه من جمع مادة غزيرة، فرتبها وسجلها في كتابه الهام (Trevels and Dicoveries in north and Centeral afica.Vols)
ثم جاء من بعده كل من فوجل عام (1854م - 1856م) وبيرمان الذي كلفه الملك (ولهلم) ملك بروسيا بحمل رسالة ومعها هدايا إلى سلطان برنو يومئذ الشيخ عمر بن الأمين الكانمي (1870م -1872م) كما وفد اليها كل من: (ماتيوس). (ومساري). في الفترة من (1880م -1881م). ثم جاء بعدهم كل من (مونتي) و (بروا) و (بالمر) الذي كتب بدقة عن برنو في كتابيه:
1. The Boron sahara and sudan .
2. The Growth of Borno

وغير هولاء ممن لا يتسع المجال لذكرهم فكتبوا عنها جميعا كتابات رائعة شكّلت مصدرا مهما للباحثين فيمل بعد.
أما بالنسبة للكتاب المحدثين في العالم العربي والأفريقي فنجدهم تناولوا تاريخ هذه الدولة باهتمام كبير خاصة في بلاد مثل نيجيريا والتي تهتم بالبحوث العلمية ولهذا نجد تراث برنو يشكل محور الدراسات التاريخية في تلك البلاد فكتبوا عن تاريخها مئات الرسائل العلمية من ماجستير ودكتوراه وبحوث أخرى بأقلام علماء البرنو وشيوخها.